# Berrechid
Berrechid (in arabo برشيد‎?, Barshīd; in berbero: ⴱⴰⵔⵛⵉⴷ) è una città del Marocco, nella provincia di Berrechid, nella regione di Casablanca-Settat.
La città è anche conosciuta come Birrašīd, Bir Rashid, Bin Rašīd, Barrechid, Bev-rechid.